# Bataille de Kings Mountain
Guerre d'indépendance des États-Unis
Batailles
Théâtre sud de la guerre d'indépendance des États-Unis (1780-1782)
- Siège de Charleston
- Monck's Corner
- Lenud's Ferry
- Waxhaws
- Mobley's Meeting House
- Ramsour's Mill
- Huck's Defeat
- Colson's Mill
- Rocky Mount
- Hanging Rock
- Camden
- Fishing Creek
- Musgrove Mill
- Wahab's Plantation
- Black Mingo
- Charlotte
- Kings Mountain
- Shallow Ford
- Fishdam Ford
- Blackstock's Farm
- Cowpens
- Cowan's Ford
- Torrence's Tavern
- Massacre de Pyle
- Wetzell's Mill
- Guilford Court House
- Fort Watson
- Hobkirk's Hill
- Fort Motte
- Augusta
- Ninety-Six
- House in the Horseshoe
- Chesapeake
- Eutaw Springs
- Lindley's Mill
- Yorktown
- Videau's Bridge
- Baie d'Hudson
- Combahee River

La bataille de Kings Mountain a lieu le 7 octobre 1780 pendant la guerre d'indépendance américaine dans l'État actuel de Caroline du Sud. Elle représente une importante victoire des Américains sur les Britanniques. Elle fait 29 morts côté américain et 244 côté britannique.